# Audi museum mobile
Audi museum mobile, museum mobile o Audi museum, è un museo tedesco dell'automobile di Ingolstadt, città della Baviera.
Ideato e istituito dall'Audi, ospita in esposizione permanente circa 80 veicoli tra automobili, motocicli e biciclette, legati alla storia del marchio e delle sue collegate come NSU, Auto Union e altre.
Fu inaugurato a fine 2000 e sorge in un edificio progettato allo scopo di ospitare tale museo.

## Descrizione e storia

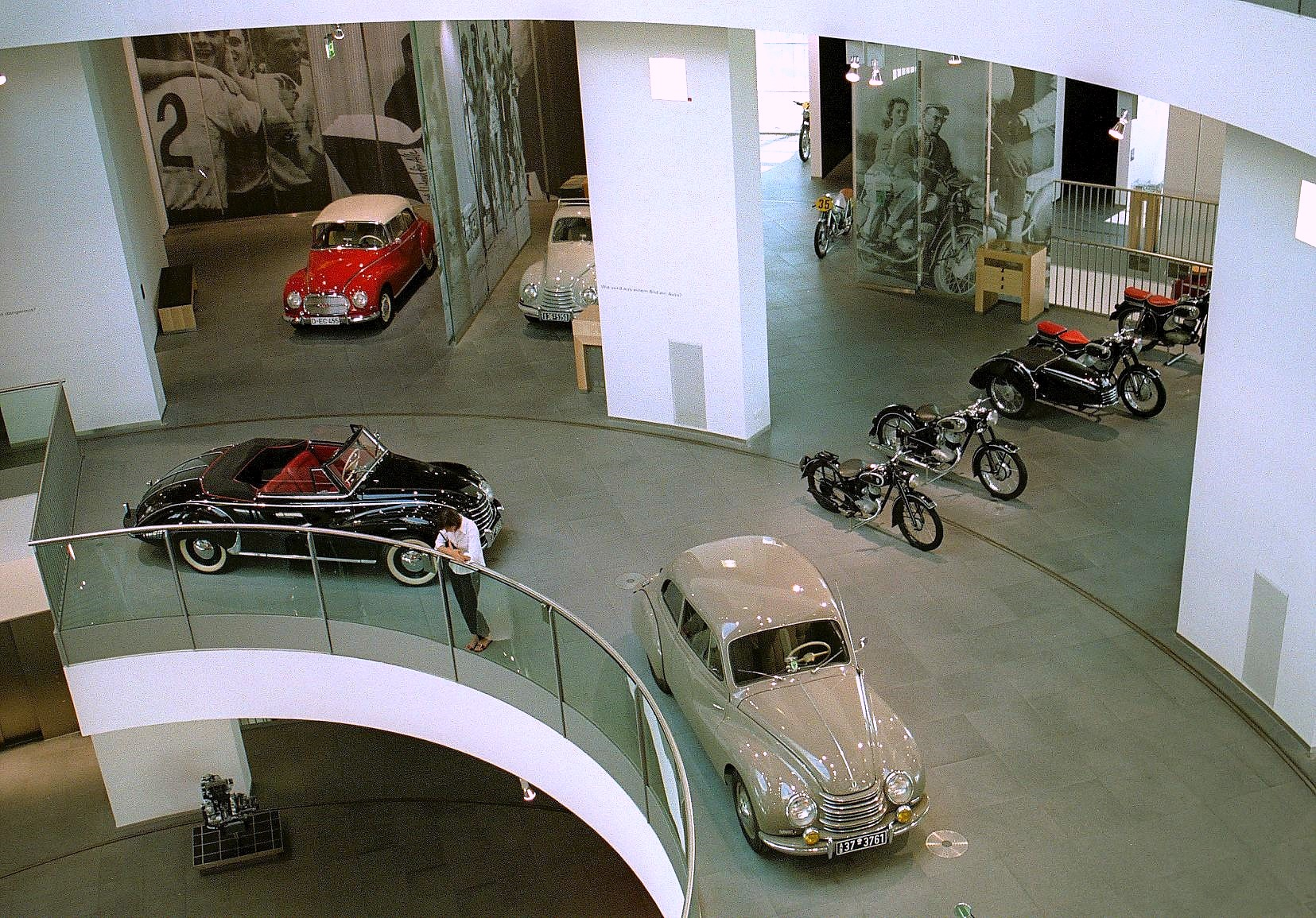
Interno del museo

Il museo, di stampo automobilistico, è di proprietà e gestito dalla Audi ed è stato inaugurato 15 dicembre 2000. Esso è dedicato alla storia dell'Audi.
Il museo è ospitato all'interno di un edificio circolare realizzato in vetro e acciaio alto 22 m. L'edificio è stato progettato da Gunter Henn insieme alla KMS (sotto la direzione di Michael Keller e Christoph Rohrer).
All'interno dell'edificio è allestita un'esposizione permanente di circa 50 auto e 30 tra moto e biciclette, oltre a numerosi altri manufatti e oggetti realitivi al mondo automobilistico come motori o fotografie storiche, inerenti alla storia dei marchi Audi, DKW, Horch, Wanderer e NSU.
Una particolarità presente nel museo è l'ascensore paternoster, che mostra 14 auto in costante movimento.